# Leptogorgia ignita
Leptogorgia ignita is een zachte koraalsoort uit de familie Gorgoniidae. De koraalsoort komt uit het geslacht Leptogorgia. Leptogorgia ignita werd in 2008 voor het eerst wetenschappelijk beschreven door Breedy & Guzman. 